# Guillaume Rey
Pour les articles homonymes, voir Rey.
Guillaume Rey, né le 19 mars 1756 à Bizous (Hautes-Pyrénées), mort le 21 septembre 1802 à Saint-Domingue, est un général de brigade de la Révolution française.

## États de service
Il entre en service en 1793, comme volontaire au 1er bataillon de chasseurs de montagne, il est élu chef de bataillon le 2 octobre 1793, et il sert dans l’armée des Pyrénées orientales jusqu’en 1795.
Le 16 décembre 1796, il prend la tête du 2e bataillon de la 5e demi-brigade d’infanterie légère, à l’armée d’Italie, et il est nommé chef de brigade provisoire par le général Championnet le 17 octobre 1799, au 5e régiment d’infanterie légère, il est relevé de son commandement le 22 avril 1800, par le général Masséna, soupçonné de tendance subversive et de démoraliser ses troupes. 
Il est réintégré dans son commandement le 11 octobre 1800, et le 20 novembre suivant, il est confirmé dans son commandement par un décret du premier consul.
En 1802, il fait partie de l’expédition envoyé à Saint-Domingue  sous les ordres du général Leclerc qui le nomme général de brigade le 8 juillet 1802. 
Il meurt à Saint-Domingue le 26 septembre 1802. 

## Sources
- (en) « Generals Who Served in the French Army during the Period 1789 - 1814: Eberle to Exelmans »
- (pl) « Napoléon.org.pl »